# معهد كاليفورنيا للتقانة
معهد كاليفورنيا للتقانة أو كالتيك (بالإنجليزية: California Institute of Technology، يُختصر إلى Caltech)، جامعة بحثية خاصة في باسادينا، كاليفورنيا، الولايات المتحدة. الجامعة مسؤولة عن العديد من التطورات العلمية الحديثة وهي بين مجموعة صغيرة من معاهد التقانة في الولايات المتحدة المتفرغة للتعليم والعلوم الصحيحة والتطبيقية.
تأسس المعهد كمدرسة مهنية وتحضيرية على يدي أموس جي ثروب في عام 1891 وبدأ بجذب علماء أصحاب تأثير مثل جورج إلري هيل، أرثر أموس نويس وروبيرت أندروز ميليكان في مطلع القرن العشرين. حُلت المدارس التحضيرية والمهنية وجرى التخلص منها في عام 1910، واتخذت الجامعة اسمها الحالي في عام 1920. في عام 1934، انتخب كالتيك لرابطة الجامعات الأمريكية، سلف مختبر الدفع النفاث التابع لوكالة ناسا، الذي واصلت كالتيك الإشراف عليه وإدارته، الذين كانا قد أنشئا بين عامي 1936 و1943 تحت إشراف هيربيرت فون كارمان.
يضم كالتيك 6 أقسام أكاديمية مع تشديد قوي على العلم والهندسة، إذ أشرف على إنفاق 332 مليون دولار في منح بحثية حتى عام 2010. يقع حرمه الجامعي الرئيسي البالغة مساحته 124 أكر (50 هكتار) على بعد 11 ميل (18 كيلومتر) تقريبًا شمالي شرق مركز مدينة لوس أنجلوس في باسادينا. يطلب من طلاب السنة الأولى أن يعيشوا في الحرم الجامعي، ويبقى 95% من الطلاب الباقين في نظام السكان في كالتيك الواقع داخل الحرم. يوافق الطلاب على الالتزام بميثاق شرف يتيح للكلية أن تخصص امتحانات منزلية. ينافس فريق كالتيك بيفرز في 13 رياضة بين الكليات في المؤتمر الرياضي بين الجامعات في جنوبي كاليفورنيا التابع للدرجة الثالثة للرابطة الوطنية لرياضة الجامعات.
لعب العلماء والمهندسون في الجامعة أو الذين درسوا فيها دورًا جوهريًا في العديد من الاكتشافات والابتكارات العلمية الحديثة، بما في ذلك اكتشافات في أبحاث الفضاء وعلوم الاستدامة وميكانيكا الكم وعلم الزلازل. حتى شهر أكتوبر من عام 2024، ثمة 80 حائز على جائزة نوبل كانوا على صلة بكالتيك، الأمر الذي جعله المعهد الذي قدم الرقم الأعلى من الفائزين بجائزة نوبل لكل فرد في أمريكا. يشمل ذلك 47 خريجًا وعضوًا في الكلية (48 جائزة، وكان الكيميائي لينوس بولينغ الشخص الوحيد في التاريخ الذي فاز بجائزتين غير مشتركتين). إضافة إلى ذلك، هناك 68 حائز على الميدالية الوطنية للعلوم و43 زمالة ماك آرثر و15 حائز على الميدالية الوطنية للتقانة والابتكارات و11 رائد فضاء و5 مستشارين علميين للرئيس و4 فائزين بميدالية فيلدز و6 فائزين بجائزة تورينغ كانوا على صلة بكالتيك. 

## التاريخ

### جامعة ثروب
بدأ كالتيك كمدرسة مهنية تأسست في ما هو باسادينا القديمة في يومنا هذا في جادة فير أوكس وشارع تشيستنت في 23 من شهر سبتمبر من عام 1891، على يدي رجل الأعمال والسياسي المحلي أموس جي ثروب. عرفت المدرسة باسم جامعة ثروب ومعهد ثروب للعلوم التطبيقية (مدرسة التدريب اليدوية) وكلية ثروب للتقانة قبل أن تنال اسمها الحالي في عام 1920. حُلت المدرسة المهنية وانقسم البرنامج التحضيري ليشكل مدرسة العلوم التطبيقية المستقلة في عام 1907.
في الوقت الذي كان البحث العلمي في الولايات المتحدة ما يزال في مرحلة الطفولة، أسس جورج إلري هيل، رائد فضاء من جامعة شيكاغو، مرصد جبل ويلسون في عام 1904. انضم هيل إلى مجلس أمناء ثروب في عام 1907، وسرعان ما بدأ بتطوير الجامعة، وكامل باسادينا، لتصبح وجهة ثقافية وعلمية رئيسية. وهندس تعيين جيمس إيه بي شيرير، وهو باحث أدبي غير متخصص في العلم لكنه متمكن بصورة ممتازة من الإدارة وجمع التبرعات، لرئاسة ثروب في عام 1908. أقنع شيرير رجل الأعمال المتقاعد والأمين السابق تشارلز دبليو غيتس للتبرغ ب 25 ألف دولار في تمويل أولي (يساوي اليوم في عام 2024 مبلغ 900 ألف دولار) لبناء مخبر غيتس، أول مبنى علمي في الحرم الجامعي. 

### الحربين العالميتين
في عام 1910، انتقل معهد ثروب إلى موقعه الحالي. تبرع آرثر فليمنغ بالأرض لتكون الموقع الدائم للحرم الجامعي. ألقى ثيودور روزفلت خطابًا في معهد ثروب في 21 من شهر مارس من عام 1911، وأعلن: 
أود أن أرى معاهد مثل معهد ثروب يحول ربما 99 من كل 100 طالب إلى أشخاص قادرين على القيام بمهام معينة من العمل الصناعي بصورة أفضل من أي شخص آخر، أود أن أرى هؤلاء يقومون بنوع العمل الذي ينجز اليوم في قناة بنما وفي مشاريع السقاية الكبرى في الداخل، والطالب رقم 100 أود أن أراه يتولى مهمة التدريب العلمي والثقافي الذي سيجعله وزملائه مصفوفة يمكن منها تطوير إنسان بين حين وآخر يكون شأنه شأن رائد الفضاء العظيم الذي يمثلنا، جورج إلري هيل. 
أيضًا في عام 1911، قدم مسودة مشروع قانون في هيئة كاليفورنيا التشريعية يدعو إلى تأسيس «معهد كاليفورنيا للتقانة» بتمويل عام، مع ميزانية أولية تبلغ مليون دولار، وهو عشر أضعاف ميزانية ثروب في تلك الفترة. عرض مجلس الأمناء نقل ثروب إلى الولاية، إلا أن رئيس ستانفورد وجامعة كاليفورنيا، بيركلي، ضغط بنجاح من أجل هزيمة مشروع القرار، الذي أتاح لثروب أن تتطور بصفتها المعهد التعليمي الوحيد بتوجه بحثي علمي في جنوبي كاليفورنيا، عام أو خاص، حتى فرضت بداية الحرب العالمية الثانية تطورًا أوسع للتعليم العلمي الذي يستند إلى الأبحاث. جذب وعد ثروب الكيميائي الفيزيائي آرثر أموس نويس من إم آي تي لتطوير المعهد والمساهمة في تأسيسه كمركز للعلم والتقانة.

مع بداية الحرب العالمية الثانية، نظم هيل المجلس الوطني للأبحاث لتنسيق أعمال البحث العلمي ودعمها حول الإشكاليات العسكرية. وفي حين أنه أيد فكرة رصد مبالغ فيدرالية للعلم، فإنه استثنى مشروع قانون فيدرالي كان ليمول البحث الهندسي في جامعات مع أراض ممنوحة، وسعى عوضًا عن ذلك إلى جمع مليون دولار للبحث الوطني من مصادر خاصة بالكامل. من أجل تلك الغاية، وكما كتب هيل صحيفة في نيويورك تايمز: 
تحملت كلية ثروب للتقانة في باسادينا مؤخرًا تكاليف مثال صادم لطريق واحد يمكن عبره أن يؤمّن مجلس الأبحاث تعاونًا ويعزز البحث العلمي. هذا المعهد، مع باحثيه المتمكنين، ومختبراته البحثية الممتازة، يمكن أن يكون أداة ممتازة في أي مخطط واسع للتعاون. عرض الرئيس شيرير، لدى سماعه تشكل المجلس، على الفور أن يشارك في أعماله، ومع هذا الهدف، تمكن في غضون ثلاثة أيام من تأمين تمويل بحثي إضافي بلغ 100 ألف دولار.
من خلال مجلس البحث الوطني، ضغط هيل في الوقت نفسه باتجاه أن يلعب العلم دورًا أكبر في الشؤون الوطنية، وأن يلعب ثروب دورًا وطنيًا في العلم. كان التمويل الجديد مخصصًا للبحث الفيزيائي، وأفضى في نهاية المطاف إلى تأسيس مخبر نورمان بريدج، الذي جذب الفيزيائي التجريبي وبيرت ميليكان من جامعة شيكاغو في عام 1917. خلال مجرى الحرب، عمل هيل ونويس وميليكان سويًا في واشنطن من أجل تأسيس معهد الأبحاث الوطني. ولاحقًا، واصل الثلاثة شراكتهم في تطوير كالتيك.

## عن الجامعة
طبقاً لتصنيف التايمز
لأفضل الجامعات العالمية لعام 2012-2013 ، قائمة أفضل الجامعات على مستوى العالم
1. معهد كاليفورنيا للتقانة (Caltech) أفضل الجامعات على مستوى العالم للعام الثاني على التوالي،
2. جامعة أوكسفورد البريطانية
3. جامعة ستانفورد الأمريكية
4. جامعة هارفارد الأمريكية
5. معهد ماساتشوستس للتقانة (MIT)
6. جامعة برنستون
7. جامعة كامبريدج البريطانية
8. امبريال كوليدج لندن
9. جامعة كاليفورنيا، بركلي
10. جامعة شيكاغو

## الحائزون على جائزة نوبل
31 شخص ممن درسوا في المعهد تحصلوا على 32 جائزة نوبل (أحدهم تلقاها مرتين في مجالين مختلفين).
| الاسم              | المجال | السنة | حالته عن تلقي الجائزة |
| ------------------ | ------ | ----- | --------------------- |
| روبرت ميليكان      | فيزياء | 1923  | أستاذ                 |
| توماس مورغان       | الطب   | 1933  | أستاذ                 |
| كارل ديفيد أندرسون | فيزياء | 1936  | أستاذ                 |
| إدوين ماكميلان     | كيمياء | 1951  | طالب                  |
| لينوس باولنغ       | كيمياء | 1954  | أستاذ                 |
| لينوس باولنغ       | السلام | 1962  |                       |
| ويليام شوكلي       | فيزياء | 1956  | طالب                  |
| جورج بيدل          | الطب   | 1958  | أستاذ                 |
| دونالد جلاسر       | فيزياء | 1960  | طالب                  |
| ردولف موسباور      | فيزياء | 1961  | أستاذ                 |
| تشارلز تاونز       | فيزياء | 1964  | طالب                  |
| ريتشارد فاينمان    | فيزياء | 1965  | أستاذ                 |
| موري جيلمان        | فيزياء | 1969  | أستاذ                 |
| ماكس دلبروك        | الطب   | 1969  | أستاذ                 |
| جيمس رينوتر        | فيزياء | 1975  | طالب                  |
| ديفيد بلتيمور      | الطب   | 1975  | أستاذ                 |
| ريناتو دولبيكو     | الطب   | 1975  | أستاذ                 |
| هوارد تيمن         | الطب   | 1975  | طالب                  |
| ويليام ليبسكوم     | كيمياء | 1976  | طالب                  |
| روبرت ويلسون       | فيزياء | 1978  | طالب                  |
| روجر سبيري         | الطب   | 1981  | أستاذ                 |
| كينيث ويلسون       | فيزياء | 1982  | طالب                  |
| وليام فاولر        | فيزياء | 1983  | أستاذ                 |
| رودولف ماركوس      | كيمياء | 1992  | أستاذ                 |
| إدوارد لويس        | الطب   | 1995  | أستاذ                 |
| دوغلاس أوشيروف     | فيزياء | 1996  | طالب                  |
| روبرت ميرتون       | اقتصاد | 1997  | طالب                  |
| أحمد زويل          | كيمياء | 1999  | أستاذ                 |
| ليلاند هارتوال     | الطب   | 2001  | طالب                  |
| فيرنون سميث        | اقتصاد | 2002  | طالب                  |
| هيو دايفيد بولتيزر | فيزياء | 2004  | أستاذ                 |
| روبرت غرابز        | كيمياء | 2005  | أستاذ                 |
| إريك بتزيغ         | كيمياء | 2014  | أستاذ                 |

## جائزة كارفورد
| الاسم                 | المجال        | السنة | حالته عن تلقي الجائزة |
| --------------------- | ------------- | ----- | --------------------- |
| جيرالد جوزيف واسربورغ | جيوكيمياء     | 1986  | أستاذ                 |
| آلان سانديغ           | علم الفلك     | 1991  | طالب                  |
| سايمور بانزر          | علوم بيولوجية | 1993  | أستاذ                 |
| دون أل لاندرسون       | علوم الأرض    | 1998  | أستاذ                 |
| جاميس إي غن           | علم الفلك     | 2005  | طالب                  |

## شخصيات مشهورة أخرى
| الاسم                 | المجال           | السبب                                                       |
| --------------------- | ---------------- | ----------------------------------------------------------- |
| مارك آرونسون          | علم الفلك        | تحديد ثابتة هابل.                                           |
| كايتي أكي             | علم الزلزال      | أول نموذج ديناميكي لمحاكاة حركة الأرض أثناء وقوع زلزال قوي. |
| أرنولد أورفيل بكمان   | الكيمياء         | إختراع مقياس الأس الهيدروجيني.                              |
| ديفيد جويت            | علم الفلك        | دراسة أقمار كوكب المشتري.                                   |
| روبرت أوبنهايمر       | الفيزياء         | واحد من آباء القنبلة الذرية الأمريكية.                      |
| تشارلز فرانسيس ريشتر  | علم الزلزال      | مقياس الزلازل.                                              |
| شادويك تروجيلو        | علم الفلك        | نظام كويبر.                                                 |
| ستيفان ولفرام         | الرياضيات        | مخترع برنامج ماثماتيكا                                      |
| ترينه شوان ثوان       | علم الفلك والأدب | علم الفلك خارج المجرة.                                      |
| فريتز زفيكي وجورج أبل | علم الفلك        | مكتشف النجوم المتفجرة.                                      |
| بيير كلوسترمان        | الطيران          | سائق طائرة في القوات الجوية الفرنسية الحرة.                 |

## رؤساء الجامعة
- 1921-1945: روبرت ميليكان (فيزيائي).
- 1946-1969: لي ألفين دوبريدج (فيزيائي).
- 1969-1977: هارولد براون (فيزيائي).
- 1977-1978: روبرت فريدريك كريستي (عالم الفيزياء الفلكية).
- 1978-1987: مارفن ليونارد غولدبرغر (فيزيائي).
- 1987-1997: توماس يوجين إيفرهارت (فيزيائي).
- 1997-2006: ديفيد بلتيمور (البيولوجيا الجزيئية).
- 2006-2013: جان لو شامو (مهندس في أر إ ميتييه باريس تك).
- 2013-الآن: توماس أف روزنباوم.[25]